# Lázaro Álvarez
Lázaro Álvarez (ur. 28 stycznia 1991 r. w Pinar del Río) – kubański bokser występujący w wadze lekkiej, dwukrotny brązowy medalista igrzysk olimpijskich, trzykrotny mistrz świata, trzykrotny złoty medalista igrzysk panamerykańskich i igrzysk Ameryki Środkowej i Karaibów.

## Kariera
W roku 2011 reprezentował Kubę na mistrzostwach świata w Baku w wadze koguciej. Kolejno pokonał Robenilsona de Jesusa z Brazylii, Denisa Makarova z Niemiec, Vittorio Parrinello z Włoch i Josepha Diaza ze Stanów Zjednoczonych. W półfinale wygrał z Anwarem Junusowem z Tadżykistanu, a w finale pokonał Brytyjczyka Luke'a Campbella zdobywając złoty medal oraz kwalifikację olimpijską. Dwa tygodnie później wystąpił w Igrzyskach Panamerykańskich w Gudalajarze i zdobył również złoty medal. Kolejno pokonał Luisa Salazara z Dominikany, Ángela Rodrígueza z Wenezueli i w finale Meksykanina Óscara Valdeza.
W 2012 roku na igrzyskach olimpijskich w Londynie w wadze koguciej pokonał Amerykanina Josepha Diaza oraz w ćwierćfinale Brazylijczyka Robenílsona de Jesusa. W półfinale przegrał z Irlandczykiem Johnem Nevinem, zdobywając brązowy medal.
Następnego roku podczas mistrzostw świata w Ałmaty zdobył złoty medal w wadze lekkiej, pokonując w finale Brazylijczyka Robsona Conceição. W listopadzie 2014 roku na igrzyskach Ameryki Środkowej i Karaibów wygrał finałowy pojedynek z Meksykaninem Lindolfem Delgadem.
Na igrzyskach panamerykańskich w 2015 roku w Toronto zdobył złoto po zwycięstwie nad Lindolfo Delgado z Meksyku. Tego samego roku zdobył również srebrny medal mistrzostw panamerykańskich w Vargas, przegrywając z Brazylijczykiem Robsonem Conceição oraz obronił tytuł mistrza świata w wadze lekkiej podczas mistrzostw świata w Dosze. W finale pokonał przez techniczny nokaut w drugiej rundzie Albierta Sielimowa reprezentującego Azerbejdżan.
W 2016 roku wziął udział w swoich drugich igrzyskach olimpijskich w Rio de Janeiro w wadze lekkiej. W pierwszej walce pokonał Włocha Carmina Tommasona, a w ćwierćfinale wygrał z Amerykaninem Carlosem Balderasem. W półfinale przegrał jednak z Brazylijczykiem Robsonem Conceição, zdobywając swój drugi brązowy medal na igrzyskach olimpijskich.
Rok później zdobył złoty medal mistrzostw panamerykańskich rozegranych w Tegucigalpie po zwycięstwie w finale z Amerykaninem Delantem Johnsonem. W sierpniu tego samego roku nie zdołał obronić tytułu mistrza świata podczas mistrzostw świata w Hamburgu. W decydującym pojedynku przegrał jednogłośnie na punkty z Francuzem Sofianem Oumihą.
W 2018 roku ponownie zdobył złoty medal na igrzyskach Ameryki Środkowej i Karaibów w Barranquilli. W finale wygrał z Michaelem Alexanderem z Trynidadu i Tobago. Rok później po raz trzeci z rzędu zdobył złoto igrzysk panamerykańskich w Limie, pokonując w decydującej walce Leonela de los Santosa z Dominikany.